# Sếu brolga
Sếu brolga (Antigone rubicunda) là một loài chim trong họ Gruidae. Sếu Brolga là một loài chim đất ngập nước phổ biến, sống thành đàn của vùng nhiệt đới và đông nam Úc và New Guinea. Tổ được xây dựng từ thảm thực vật ngập nước, hoặc trên một mảnh đất cao hoặc nổi trên vùng nước nông ở vùng đầm lầy và mỗi tổ thường có hai quả trứng. Thời gian ấp trứng 32 ngày và con non mới nở là có thể sống độc lập sau khi sinh. Chế độ ăn của cá thể trưởng thành là ăn tạp và bao gồm cả thực vật, động vật không xương sống và động vật có xương sống nhỏ.

## Hình ảnh

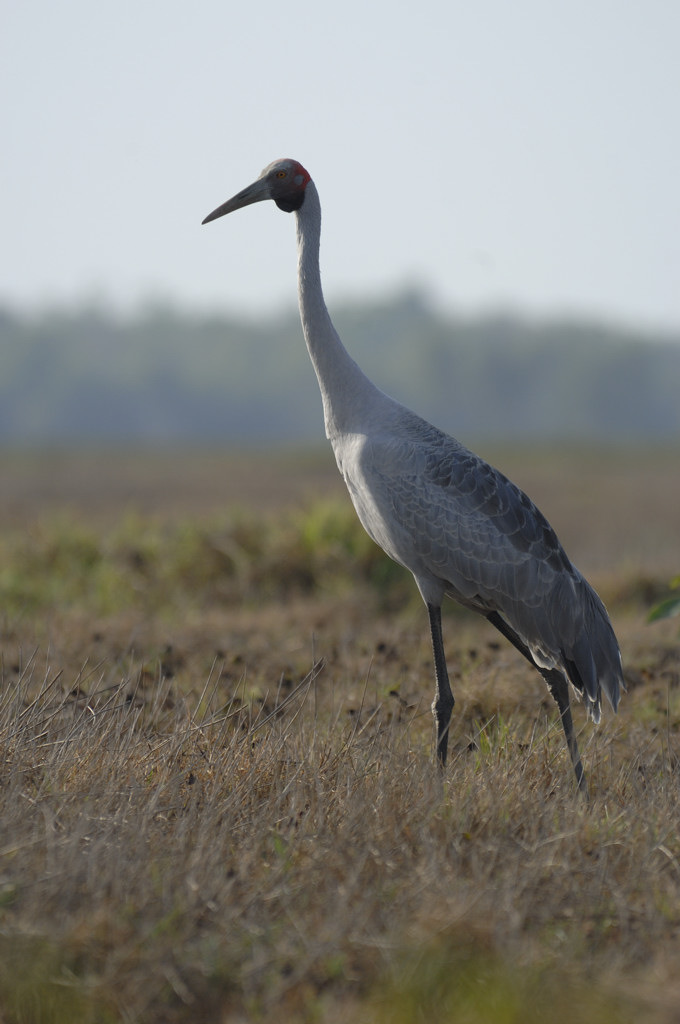
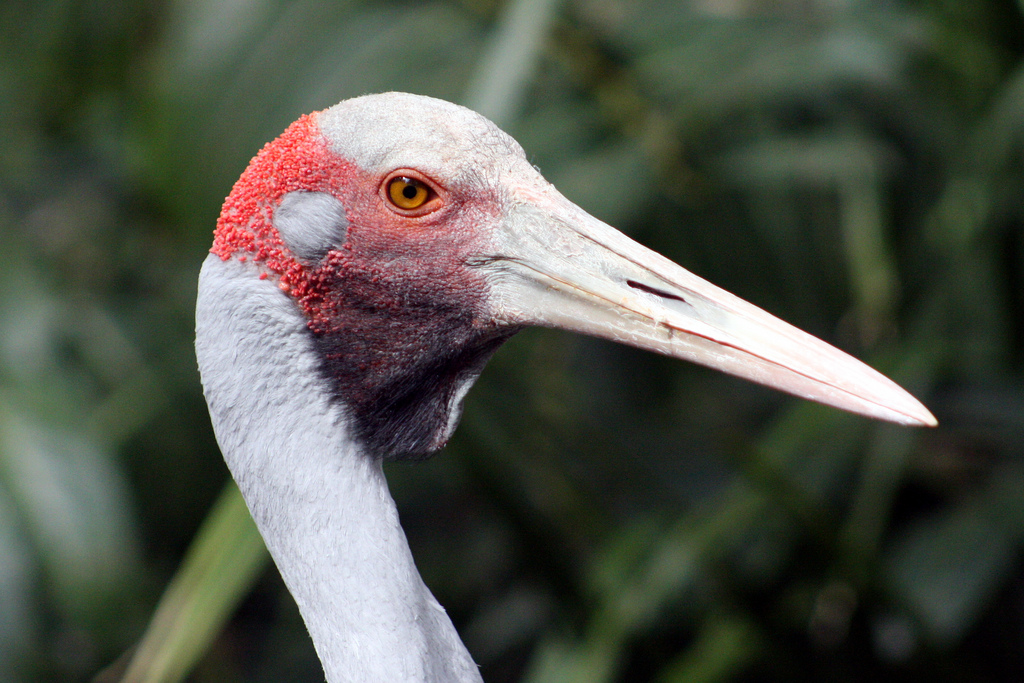
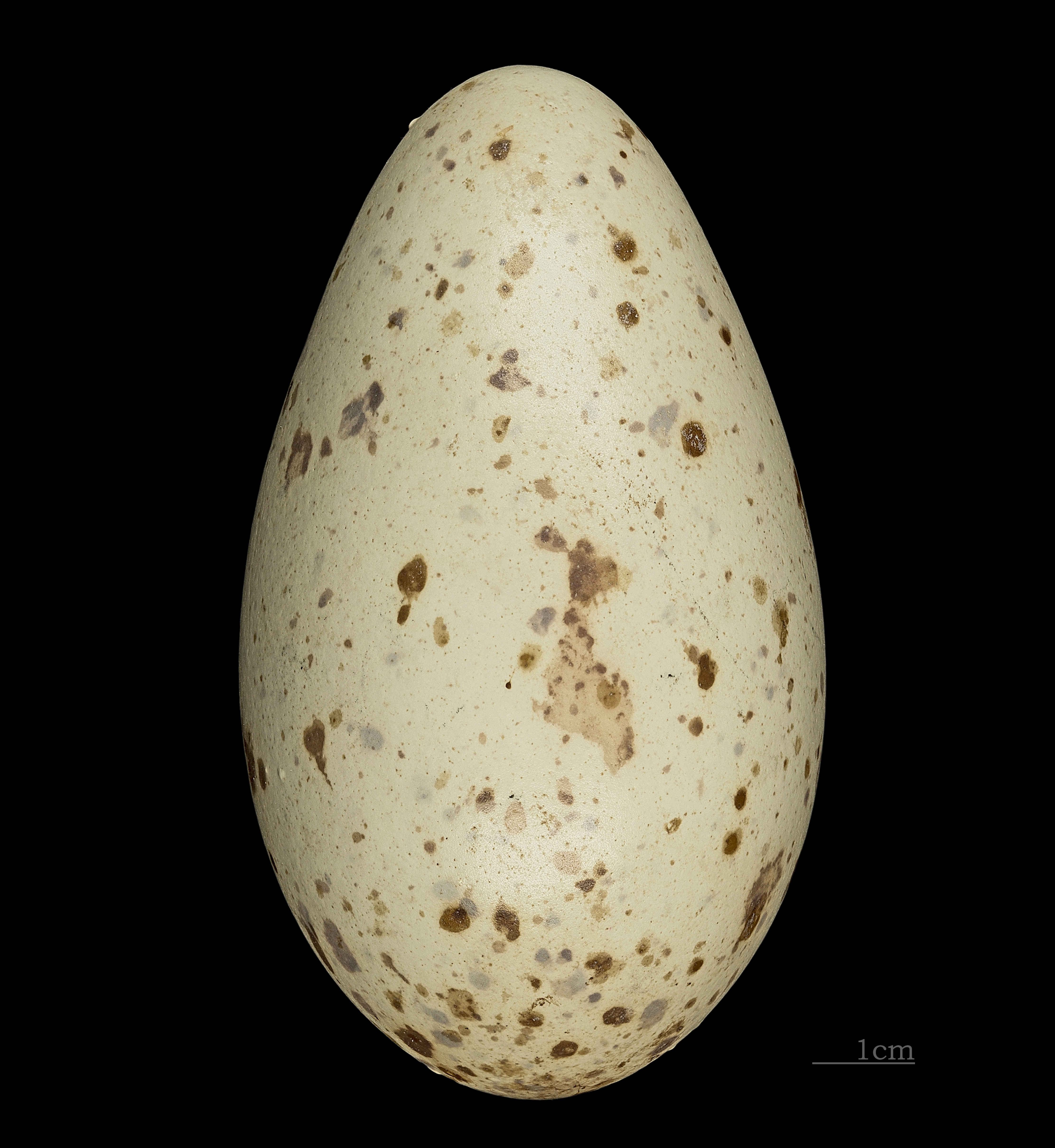